# El Prat (Oristà)
El Prat és una masia d'Oristà (Lluçanès) inclosa a l'Inventari del Patrimoni Arquitectònic de Catalunya.

## Descripció
Casa de notables dimensions, formada per planta baixa i dos pisos, amb una coberta de teulada a dues vessant que desaigua a la façana principal.
Actualment reformada, l'entrada és realitza per la façana lateral dreta de la casa, davant de la qual hi ha pou encerclat per una barana de pedra artificial.
L'antiga façana principal està centrada per un portal adovellat i amb algunes finestres que conserven els montants i les llindes de pedra tallada, d'altres han estat reformades.
Hi han unes corts amb volta de canó on antigament hi havia el celler.

## Història
Per documents que es conserven a la casa sabem que és documentada a partir del 1700. En un font pròxima hi ha inscrita la data de 1704.
Antigament fou un hostatge prop de l'antic camí ral de Cardona a Vic i els seus dispenssers eren els que efectuaven l'abast de la sal entre les dues ciutats.